# Нижня Терса
Нижня Терса — річка в Україні, в межах Синельниківського району Дніпропетровської області. Ліва притока Малої Терси (басейн Вовчої).

## Розташування
Джерела річки розташовані на північний схід від селища Славгорода. Тече спершу на північ, у середній та нижній течії — на північний схід. Після злиття з річкою Середньою Терсою (на захід від села Писарівка) дає початок Малій Терсі.

## Опис
Довжина річки 39 км, площа басейну 312 км². Долина переважно трапецієподібна, завширшки до 1,5—2 км. Річище помірно звивисте, у верхів'ї влітку пересихає. Похил річки 2 м/км.

## Притоки
Праві: Балка Собача, Балка Антонова.
Ліві: Балка Буруштайка, Балка Калинівка, Балка Парна, Балка Водяна.

## Населені пункти над Нижньою Терсою
- Селище Роздори
- Великі села: Новоолександрівка та Циганівка.